# Skogshoppmus
Skogshoppmusen (Napaeozapus insignis) är en gnagare i familjen springråttor som förekommer i Nordamerika. Den är enda arten i sitt släkte.
Släktnamnet i det vetenskapliga namnet är bildat av de grekiska orden napaios (från skogbevuxna slätter), za (mycket) och pous (fot). Artepitet är latin för iögonfallande.

## Utseende
Arten påminner om en vanlig husmus med långa bakfötter. Den når en kroppslängd (huvud och bål) av 8 till 10 cm, en svanslängd av 11 till 16 cm och en vikt mellan 17 och 26 gram. Före vinterdvalan kan den vara tyngre eftersom den samlat på sig fett i kroppen. Pälsen är på ryggen brun till svart, vid sidorna orange och på buken vitaktig. Även svansens färg är uppdelad i en brun ovansida och en vit undersida. Svansen har en vit tofs. I motsats till hoppmöss av släktet Zapus har skogshoppmusen bara tre kindtänder (premolarer och molarer) per käkhalva.

## Utbredning och habitat
Skogshoppmusens utbredningsområde sträcker sig från centrala och östra Kanada till delstaten Georgia i USA. Den vistas i tempererade skogar med tät undervegetation, ofta nära träskmarker eller vattendrag.

## Ekologi
Boet ligger i täta buskar eller i underjordiska hålor. Skogshoppmusen gräver antingen boet själv eller övertar det efter andra djur. Nästet består av torra blad och gräs och är nästan klotrunt. Djuret rör sig vanligen långsamt men kan ibland hoppa så långt som 60 till 90 cm och mellan 30 och 60 cm högt, i undantagsfall upp till 180 cm högt. Födan utgörs främst av svampar, frön och andra växtdelar som frukter och nötter samt av insekter. Arten är aktiv från sen kväll till tidig morgon, främst under natten. Skogshoppmusen går i oktober i ide (ibland redan i september) och lämnar boet i april eller maj. Under vinterdvalan tappar de cirka 30 procent av kroppsvikten.
Varje individ lever huvudsakligen ensam men reviren överlappar varandra och de är inte aggressiva mot varandra. Parningen sker mellan maj och september, oftast i juni eller augusti. I sydliga trakter kan honor ha två kullar per år. Efter ungefär 23 dagars dräktighet föds två till sju nakna och blinda ungar. De öppnar ögonen efter cirka 26 dagar och åtta dagar senare slutar honan med digivning. I naturen lever skogshoppmusen två till tre år, i undantagsfall så länge som fyra år.
Beståndet anses vara stabilt och IUCN listar arten som livskraftig (LC).